# John Cougar Mellencamp
John Cougar Mellencamp ou, simplesmente, John Cougar ou ainda John Mellencamp (Seymour, 7 de outubro de 1951) é um cantor, compositor e guitarrista norte-americano.

## Biografia
Já vendeu mais de 40 milhões de discos em sua extensa carreira, iniciada nos anos 1970. Teve 22 músicas no Top 40 Americano e foi indicado para 13 Grammy Awards, ganhando um pelo trabalho em "American Fool". Fazendo um estilo que mescla rock, folk e country de raiz americano, o artista destaca-se por suas letras engajadas e de cunho social, sendo por muitas vezes comparado com os trabalhos de Bruce Springsteen.
Mellencamp entrou para o Rock and Roll Hall of Fame em março de 2008. Ele também é conhecido como um dos fundadores do Farm Aid, uma organização que começou em 1985 para levantar fundos para fazendeiros e suas famílias que perderam suas terras.
Entre seu discos mais conhecidos estão: "American Fool" (1982), "Scarecrow" (1985), "Life, Death, Love and Freedom" (2008) e o recente "No Better Than This" (2010).
Reside atualmente em Bloomington (Indiana).

## Discografia (selecionada)
Álbuns de estúdio
- Chestnut Street Incident (1976)
- A Biography (1978)
- John Cougar (1979)
- Nothin' Matters and What If It Did? (1980)
- American Fool (1982)
- The Kid Inside (1983)
- Uh-Huh (1983)
- Scarecrow (1985)
- The Lonesome Jubilee (1987)
- Big Daddy (1989)
- Whenever We Wanted (1991)
- Human Wheels (1993)
- Dance Naked (1994)
- Mr. Happy Go Lucky (1996)
- John Mellencamp (1998)
- Rough Harvest (1999)
- Cuttin' Heads (2001)
- Trouble No More (2003)
- Freedom's Road (2007)
- Life, Death, Love and Freedom (2008)
- No Better Than This (2010)
- On The Rural Route 7609 (2010)
- It's About You (2012)
- Ghost Brothers of Darkland County (2013)
- Plain Spoken (2014)
- Sad Clowns and Hillbillies (2017)
- Other People's Stuff (2018)
- Strictly A One Eyed Jack (2022)

#### Coletâneas e Álbuns ao Vivo
- The Best That I Could Do 1978-1988 (1997)
- Words & Music: John Mellencamp's Greatest Hits (2004)
- The Best of John Mellencamp - 20th Century Masters (2010)
- John Mellencamp - 1978-2012 (2013)
- John Mellencamp Nothing Like I Planned Greatest Hits Vol 3 (2013)
- John Mellencamp Performs Trouble No More - Live at Town Hall (2014)
- Plain Spoken from the Chicago Theatre (2017)
- The Good Samaritan Tour (2021)